# Championnat du Tadjikistan de football 2024
Navigation
Saison précédente Saison suivante
La saison 2024 du Championnat du Tadjikistan de football est la 33e édition de la première division au Tadjikistan. La compétition regroupe douze clubs, qui s'affrontent deux fois.
C'est Istiqlol Douchanbé, tenant du titre, qui remporte à nouveau la compétition cette saison après avoir terminé en tête. C'est le treizième titre de champion du Tadjikistan de l'histoire du club et le onzième acquis consécutivement.

## Les clubs participants
- Istiqlol Douchanbé
- FK Khodjent
- FK Khatlon Bokhtar se renomme Vakhsh Bokhtar
- Regar-TadAZ Tursunzoda
- KMVA Pamir Douchanbé
- Ravshan Kulob
- FK Esxata Xuçand
- Kuktosh Rudaki
- Hosilot Farxor
- FK Istaravshan  - Promu de D2
- FC Panjshir - Promu de D2
- Barkchi Hisor - Promu de D2

## Compétition

### Format
Le format du championnat change cette saison avec l'extension à douze clubs les équipes se rencontrent deux fois, le dernier est relégué en deuxième division et l'avant-dernier doit disputer un barrage pour tenter de se maintenir.
Le barème de points servant à établir le classement se décompose ainsi :
- Victoire : 3 points
- Match nul : 1 point
- Défaite : 0 point

### Classement
| Rang | Équipe                   | Pts | J  | G  | N | P  | Bp | Bc | Diff |
| ---- | ------------------------ | --- | -- | -- | - | -- | -- | -- | ---- |
| 1    | Istiqlol DouchanbéT      | 59  | 22 | 19 | 2 | 1  | 59 | 11 | +48  |
| 2    | FK Khodjent              | 43  | 22 | 13 | 4 | 5  | 38 | 16 | +22  |
| 3    | Ravshan Kulob            | 41  | 22 | 11 | 8 | 3  | 33 | 17 | +16  |
| 4    | KMVA Pamir Douchanbé     | 39  | 22 | 11 | 6 | 5  | 36 | 21 | +15  |
| 5    | FK Vakhsh Bokhtar        | 35  | 22 | 11 | 2 | 9  | 26 | 21 | +5   |
| 6    | FK Esxata Xuçand         | 35  | 22 | 10 | 5 | 7  | 34 | 34 | 0    |
| 7    | Regar-TadAZ Tursunzoda C | 33  | 22 | 9  | 6 | 7  | 21 | 15 | +6   |
| 8    | Hosilot Farxor           | 24  | 22 | 5  | 9 | 8  | 27 | 26 | +1   |
| 9    | Barkchi Hisor P          | 20  | 22 | 5  | 5 | 12 | 21 | 42 | -21  |
| 10   | FK Istaravshan P         | 17  | 22 | 4  | 5 | 13 | 7  | 32 | -25  |
| 11   | FC Panjshir P            | 16  | 22 | 4  | 4 | 14 | 16 | 41 | -25  |
| 12   | Kuktosh Rudaki           | 5   | 22 | 1  | 2 | 19 | 8  | 63 | -55  |

|  | Qualification pour la Ligue des champions 2 de l'AFC 2025-2026                             |
|  | Qualification pour le tour de qualification de la Ligue des champions 2 de l'AFC 2025-2026 |
|  | Qualification pour les barrages de relégation                                              |
|  | Relégation directe                                                                         |
|  | T : Tenant du titre C : Vainqueur de la Coupe du Tadjikistan P : Promu de Pervaya Liga     |

### Barrage de maintien/promotion
Le FC Panjshir rencontre le vice-champion de la deuxième division, Parvoz Bobojon Ghafurov, pour les barrages de maintien/promotion. Après un match nul 1 à 1 et une victoire 2 à 0 à domicile le club de première division se maintient dans sa division.

## Bilan de la saison
| Championnat du Tadjikistan de football 2024 |                                |
| Champion                                    | Istiqlol Douchanbé (13e titre) |
| Coupes et trophées                          |                                |
| Vainqueur de la Coupe du Tadjikistan 2024   | Regar-TadAZ Tursunzoda         |
| Qualifications continentales                |                                |
| Ligue des champions 2 de l'AFC 2025-2026    | Istiqlol Douchanbé             |
| Ligue des champions 2 de l'AFC 2025-2026    | Regar-TadAZ Tursunzoda         |
| Promotions et relégations                   |                                |
| Promus en Ligai Olii                        | Hulbuk                         |
| Relégués en Ligai Yakumi                    | Kuktosh Rudaki                 |